# ニコラ・テオドール・ド・ソシュール
ニコラ・テオドール・ド・ソシュール（Nicolas-Théodore de Saussure、1767年10月14日 - 1845年4月18日）は、スイスの植物生理学者。

## 経歴
ジュネーヴで出生。父は地質学者のオラス＝ベネディクト・ド・ソシュール、姉に作家で教育者のアルベルティーヌ・ネッケル・ド・ソシュールがいる。
アントワーヌ・ラヴォアジエの定量的研究を用いて植物体の構造などの研究をしジャン・セネビエが唱えた、植物は二酸化炭素を根を介して取り込まれるという考えに疑問を持ち、ソラマメを土ではなく石の上で育てて実験したところ普通に生長したため植物は二酸化炭素を土ではなく空気から取り入れていることを証明した。そしてその枝を石灰とともに密封すると葉が散ってしまったため植物は二酸化炭素が必要なことも証明した。さらに取り入れられる二酸化炭素が水と結合して植物の重量が増したことと、それを放出する量が等しいことを証明した。その研究結果は1804年に『植物の化学的研究』にまとめられ発表した。